# Takahiro Moriuchi
Takahiro Moriuchi (森内寛貴 Moriuchi Takahiro?) más conocido por su nombre artístico "Taka" (Halcón) (Tokio, Japón, 17 de abril de 1988) es un cantante y compositor japonés. Es el vocalista y compositor del grupo de j-rock One Ok Rock.

## Vida personal
Takahiro Morita (森田 寛貴) es hijo de los famosos cantantes japoneses Masako Mori y Enka Shinichi Mori. Tiene un hermano menor llamado Hiroki, que es el vocalista de la banda My First Story. Se unió al grupo de rock ONE OK ROCK como vocalista en el año 2005, bajo el alias de Taka. Ese mismo año, debido al divorcio de sus padres, cambió su nombre legal a Morita Takahiro (森田寛貴) de Moriuchi (森内) a Morita (森田). Sin embargo, más tarde, en una entrevista de 2012 en la revista ROCKIN'ON JAPAN, declaró que su nombre real era Takahiro Moriuchi.

## Carrera
- 2002-2004: Son los años de inicio de su carrera y de otras actividades musicales.

Taka firmó un contrato con la discográfica Johnny's Entertainment en 2002, y se unió a la boyband NEWS en 2003. Dejó la banda y la discográfica en 2004 para centrarse en sus estudios.
En esa época, se unió a una agrupación llamada "Chivalry of Music" durante un breve período; pero pronto abandonó este proyecto.
- 2005-presente: "One Ok Rock".

Taka fue invitado en 2005 por el guitarrista y líder Toru Yamashita a unirse a la banda de rock japonesa One Ok Rock. Estos lanzaron su primer CD independiente en 2006, al mismo tiempo que firmaron con la discográfica Amuse, Inc.
Desde esta época, la banda hizo un manejo adecuado de sus finanzas y sus ventas. Finalmente, consiguieron un gran éxito en agosto de 2012 con el lanzamiento de "The Beginning", que fue el tema principal de la adaptación a película de acción del manga, Rurouni Kenshin.
Conciertos de la banda: One OK Rock ha vendido muchas entradas durante su carrera. Todos sus conciertos tienen una alta asistencia y actúan habitualmente en Japón. 
One OK Rock también ha llevado a cabo giras en Asia, Estados Unidos, Europa y América del Sur.
En marzo de 2013, la banda Simple Plan anunció una nueva versión de su canción Summer Paradise (con Taka para un lanzamiento japonés solamente). Más tarde, durante el mismo año, se presentaron juntos en el festival de música Punkspring en Tokio.
En noviembre de 2013, Taka ayudó a Pay Money to My Pain a cantar una de sus canciones en su disco tributo "Gene", después de que su vocalista K (Kei Goto) muriera debido a una insuficiencia cardíaca.
En el verano de 2014, One OK Rock presentó nuevas canciones. "Mighty Long Fall" y "Heartache" fueron las canciones presentadas para las nuevas películas del manga Rurouni Kenshin.

En febrero del 2015, Taka se presentó como vocalista invitado en la pista "Dreaming Alone".

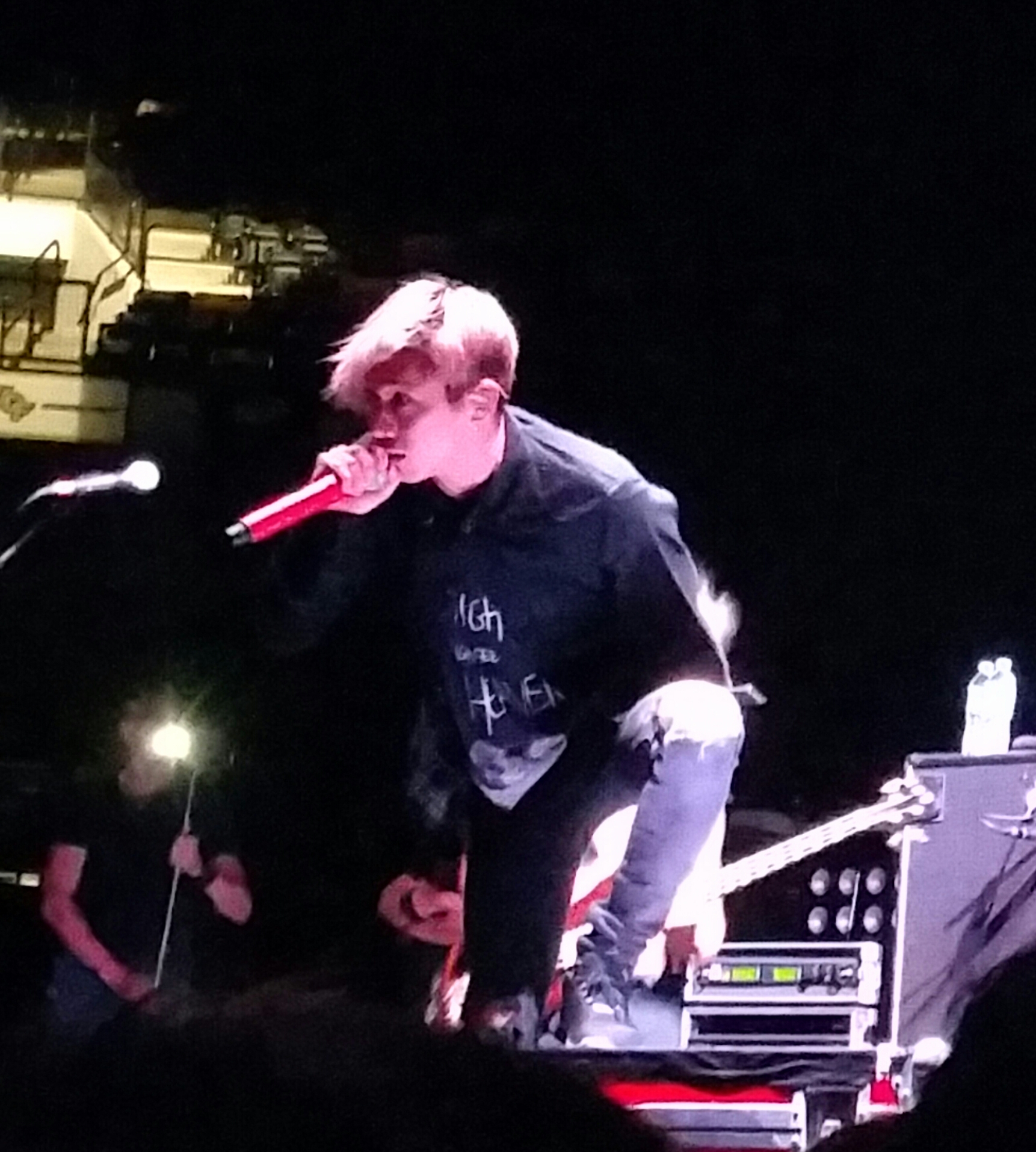
Taka, durante Back to the Future Hearts Tour with All Time Low, Sleeping with Sirens and Neck Deep, CFE Arena, Orlando, Florida.

A partir de julio del 2015, One Ok Rock firmó con el sello estadounidense Warner Bros, Records y planea lanzar una versión en inglés de todos sus álbumes.
También ha creado muchas canciones famosas como: 
-The beginning 
-Wherever you Are 
-wasted nights 
-clon strikes 
-mighty long fall

## Influencias
Sus mayores influencias son Linkin Park, Good Charlotte, Cuestiones y Simple Plan. También ha citado entre sus influencias a Chester Bennington de Linkin Park y Kellin Quinn de Sleeping With Sirens como sus inspiraciones para cambiar de la música pop a la música rock.